# Ardijan Đokaj
Ardijan Đokaj (kyrillisch Ардијан Ђокај, albanisch Ardian Gjokaj, UEFA-Schreibweise Ardijan Djokaj; * 23. Mai 1979 in Titograd) ist ein ehemaliger montenegrinischer Fußballspieler. Zuletzt stand er im Aufgebot des TSV 1860 München.
Đokaj, der im Laufe seiner Karriere auf verschiedenen Positionen in der Offensive eingesetzt wurde, begann seine Karriere in der Jugendabteilung des FK Dečić Tuzi. 1996 wechselte er für zum FK Budućnost Podgorica in der 1. jugoslawischen Liga, wo er fünfmal zum Einsatz kam. In der Spielzeit 1997/98 stand er im Aufgebot des FK Mladost Podgorica, für den er 20 Mal auflief und sieben Tore schoss. In der folgenden Saison spielte er wieder für den FK Budućnost und erzielte zwei Tore in 15 Spielen.
1999 schloss sich Đokaj für ein Jahr dem spanischen Erstligisten RCD Mallorca an, wo er in sechs Einsätzen keinen Treffer erzielen konnte. In der Spielzeit 2000/01 lief er 20 Mal für den spanischen Zweitligisten UE Lleida an und schoss zwei Tore.
2001 kehrte Đokaj auf die Balkanhalbinsel zurück und stand dort drei Jahre lang im Aufgebot des FK Obilić. In 73 Spielen konnte er dort 17 Treffer erzielen. 2004 wechselte er zum Ligakonkurrenten OFK Belgrad, für den er in 14 Spielen fünf Tore schoss. In der Spielzeit 2005/06 spielte er in der Hinrunde für den FK Roter Stern Belgrad, er kam dort in 14 Einsätzen zweimal zum Torerfolg. Darüber hinaus kam er auch auf fünf UEFA-Pokal-Einsätze, in denen ihm ein Treffer gelang. In der Rückrunde stand er im Kader von Trabzonspor, dort schoss er in acht Spielen zwei Tore. In der Saison 2006/07 spielte er für Ankaraspor, wo sechsmal eingesetzt wurde aber kein Tor schießen konnte.
Im Sommer 2007 wechselte Đokaj zum deutschen Zweitligisten TuS Koblenz, für die er zwei Spielzeiten lang zum Einsatz kam. In der ersten Saison erzielte er 11 Tore und wurde somit zum internen Torschützenkönig. Im nächsten Jahr wurde Djokaj ständig von Verletzungen zurückgeworfen und konnte somit nur ein einziges Tor erzielen. Zur Spielzeit 2009/10 wechselte er zum Ligakonkurrenten TSV 1860 München, wo er einen leistungsbezogenen Einjahresvertrag unterschrieb. Er kam in der Hinrunde verletzungsbedingt nur zu drei Kurzeinsätzen in der Liga und einem im DFB-Pokal. Im Winter einigte sich der TSV 1860 mit Đokaj auf eine sofortige Vertragsauflösung.
Im Februar 2010 kehrte er zurück zum FK Budućnost Podgorica, wo er einen Vertrag bis zum Saisonende unterschrieb.